# Василенко, Анатолий Петрович
Анато́лий Петро́вич Василе́нко (7 ноября 1938, Нижняя Ланная, Полтавская область — 8 июня 2022, Киев) — советский и украинский художник-график, карикатурист, иллюстратор детских книг. Член НСХУ (1997). Заслуженный художник УССР (1977). Народный художник Украины (11.03.2005).

## Биография
Родился 7 ноября 1938 года в селе Нижняя Ланная Карловского района Полтавской области.
Образование среднее. В 1959 году учился в Миргородском керамическом техникуме, в 1960—1961 годах — в Киевском училище декоративно-прикладного искусства. В это время начал сотрудничать с журналом «Перец», где работал художником, был членом редакционной коллегии.
Жил в Киеве. Умер 8 июня 2022 года в Киеве в своей квартире.

## Творческая деятельность
Рисовал с детства, первую карикатуру нарисовал на двоюродного брата Ивана. В 20 лет работал на сахарном заводе, где начал делать сатирические зарисовки для газеты местного профсоюза.
Был главным художником журнала для детей «Перчонок», сотрудничал с газетой «Сельские вести», работал в журналах «Барвинок», «Малыш», «Весёлые картинки», «Отечество», «Днепр», «Утро». Сотрудничал с журналом «Корреспондент», газетой Kyiv Post, некоторое время рисовал для «НВ».
Оформил до 100 книг, в частности: Я. Стельмаха («Однажды в чужом лесу», 1980; «Голодный, Злой и Очень Опасный», 2000), В. Нестайко («Тореадоры из Васюковки», 1973; «Незнакомец из тринадцатой квартиры, или Воры ищут пострадавшего», 1977; «Необычные приключения в лесной школе», 1981; «Приключения журавлика», 1986; «Незнакомка в Стране Солнечных Зайчиков», 1988), П. Глазового, 2003), А. Крыжановского («Интервью с колоритным дедом», 1983; «Томагавки и макогоны», 1990), Ю. Ячейкина («Мои и чужие тайны», 1989), а также собственные; автор рисунков украинской народной сказки «Котигорошко» (1979).
По сюжетам двух авторских книг были созданы кукольные фильмы «Петрик в космосе» и «Тимка-зверолов».
В 2012 году в издательстве «Форум» вышел проиллюстрированный 3-томник афоризмов генерального директора страховой компании NGS Анатолия Чубинского «Большие мысли в малом формате», где было использовано более 300 иллюстраций художника.
Проиллюстрировал около 300 книг для детей и взрослых. Имел конкурсные награды: Бронзовую медаль выставки «Сатира в борьбе за мир» (Москва, 1983). Лауреат конкурса «Художник и книгопечатание Украины» (2000).